# 소각소각
소각소각(본명: 김민선, 1993년 2월 20일~)은 대한민국의 여자 가수이자 싱어송라이터이다.

## 앨범
- 2022년 《이 계절은 우리의 색깔로》
- 2021년 《사랑을 알려준 너에게》
- 2020년 《만약 내 생각이 나면》
- 2020년 《오늘보다 내일이 더》
- 2020년 《내가 다 미안해》
- 2019년 《한 여름밤의 이야기》
- 2019년 《마음의 닿기를》
- 2019년 《네 생각으로 멈추지 않는》
- 2018년 《너와의 다른 계절 속에서》
- 2018년 《달콤데이#6 아직, 우린》
- 2018년 《원래 좋아하면 이렇게 되》
- 2018년 《너 없는 겨울》
- 2017년 《순수》
- 2016년 《어른 일기장》
- 2016년 《첫 마음》
- 2016년 《너랑, 봄》
- 2015년 《소중한 그대에게》
- 2015년 《연필로》
- 2015년 《팝콘남》

## 공연
- 2020년 벨로주 홍대 《OFF#3 x 소각소각》
- 2019년 KT&G 상상마당 라이브 《소각소각 첫 번째 정규앨범 발매기념 단독공연》
- 2019년 홍대 롤링홀 《롤링 24주년 기념 공연 vol.41 인하트뮤직 레이블 콘서트: INHEART Party》
- 2018년 복합문화공간 에스펙토 《스토리 갤러리 아트 스테이지》
- 2018년 롤링홀 《여름아 부탁해 vol.1》
- 2018년 마리아칼라스홀 《소각소각 소극장 콘서트》

## 학력
- 한양대학교 ERICA캠퍼스 실용음악학과 (졸업)